# Aubure
Aubure (deutsch Altweier) ist eine französische Gemeinde mit 357 Einwohnern (Stand 1. Januar 2022) im Département Haut-Rhin in der Europäischen Gebietskörperschaft Elsass und in der Region Grand Est. Sie gehört zum Arrondissement Colmar-Ribeauvillé, zum Kanton Sainte-Marie-aux-Mines und zum Gemeindeverband Pays de Ribeauvillé.

## Geographie
Aubure liegt auf 800 m Höhe in den Vogesen. Im Gemeindegebiet entspringt der Strengbach, der hier auch noch Altweierbach genannt wird. Aubure gehört zum Regionalen Naturpark Ballons des Vosges. Nachbargemeinden von Aubure sind Sainte-Croix-aux-Mines im Nordwesten und Norden, Ribeauvillé im Osten, Riquewihr im Südosten sowie Fréland im Südwesten und Westen.

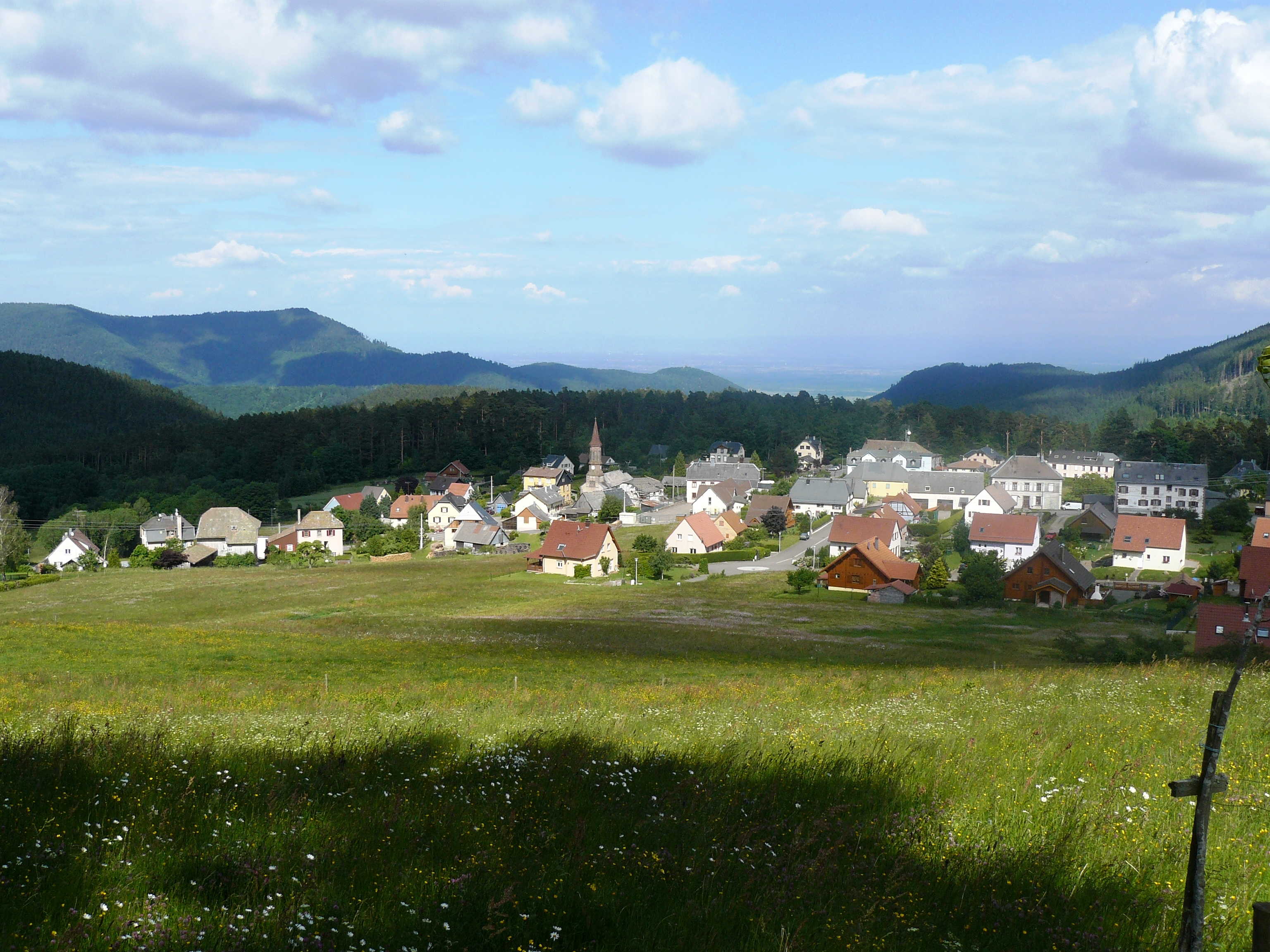
Ortsansicht
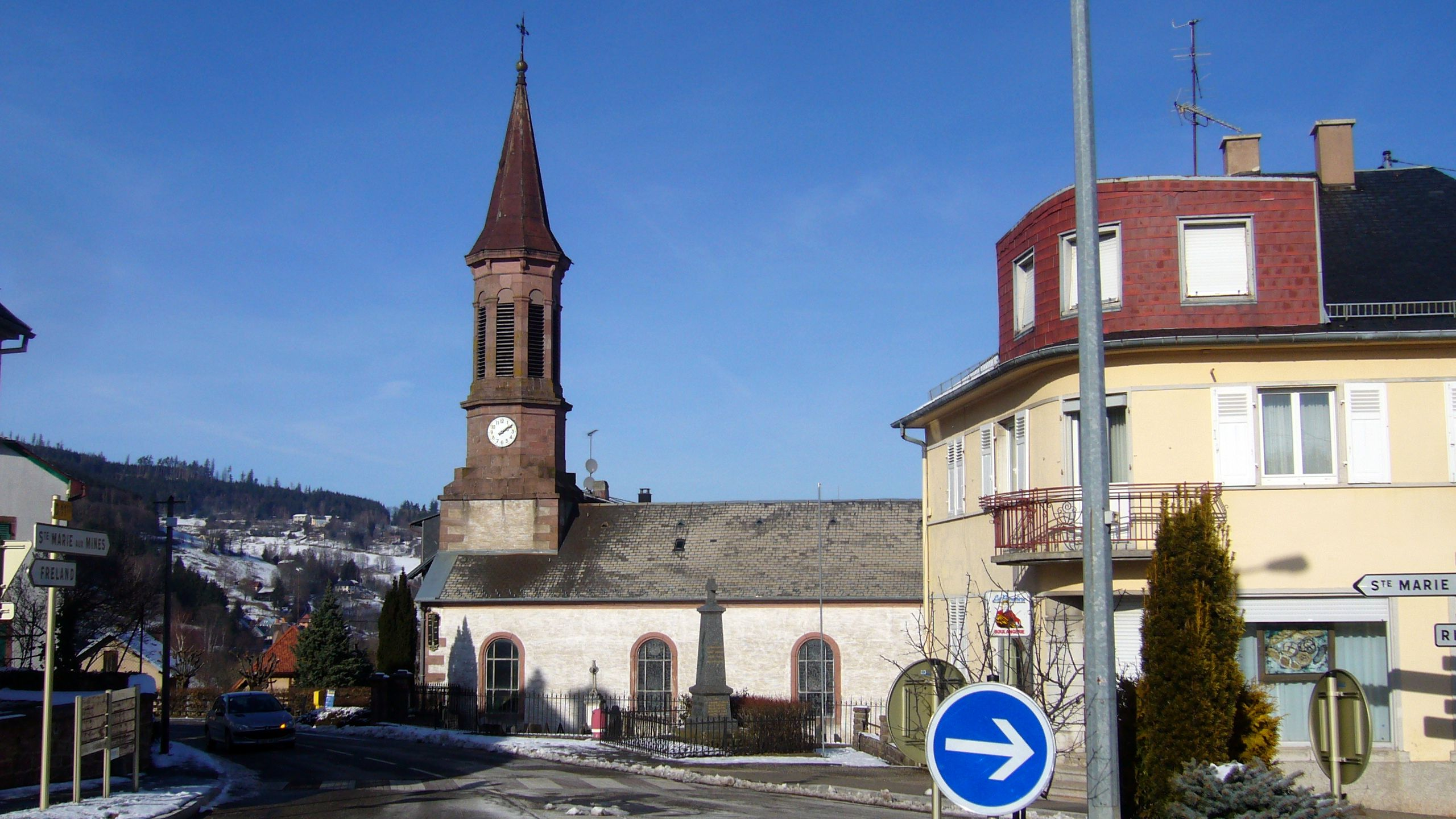
Katholische Kirche Saint-Jacques-le-Majeur
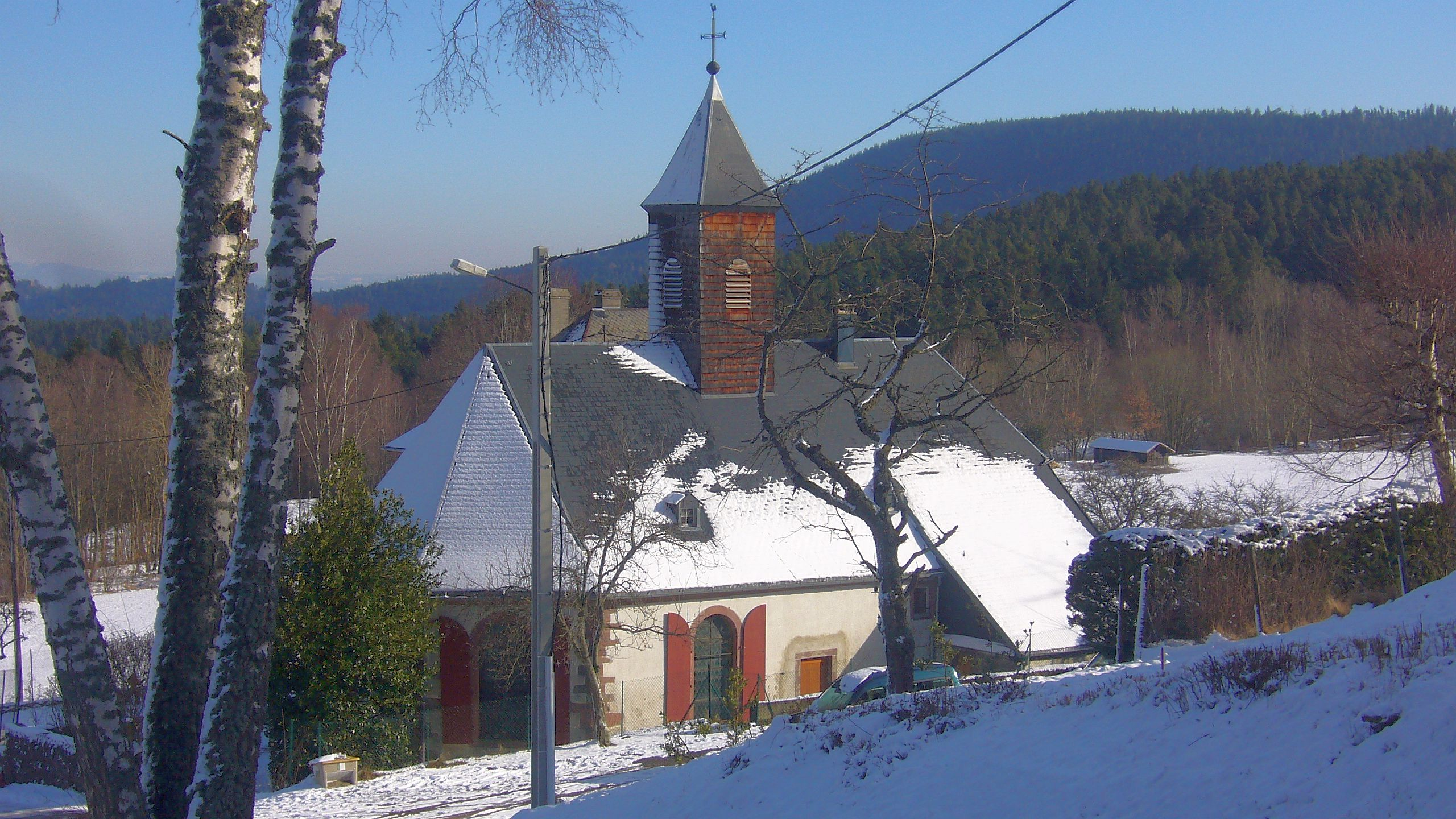
Evangelische Kirche
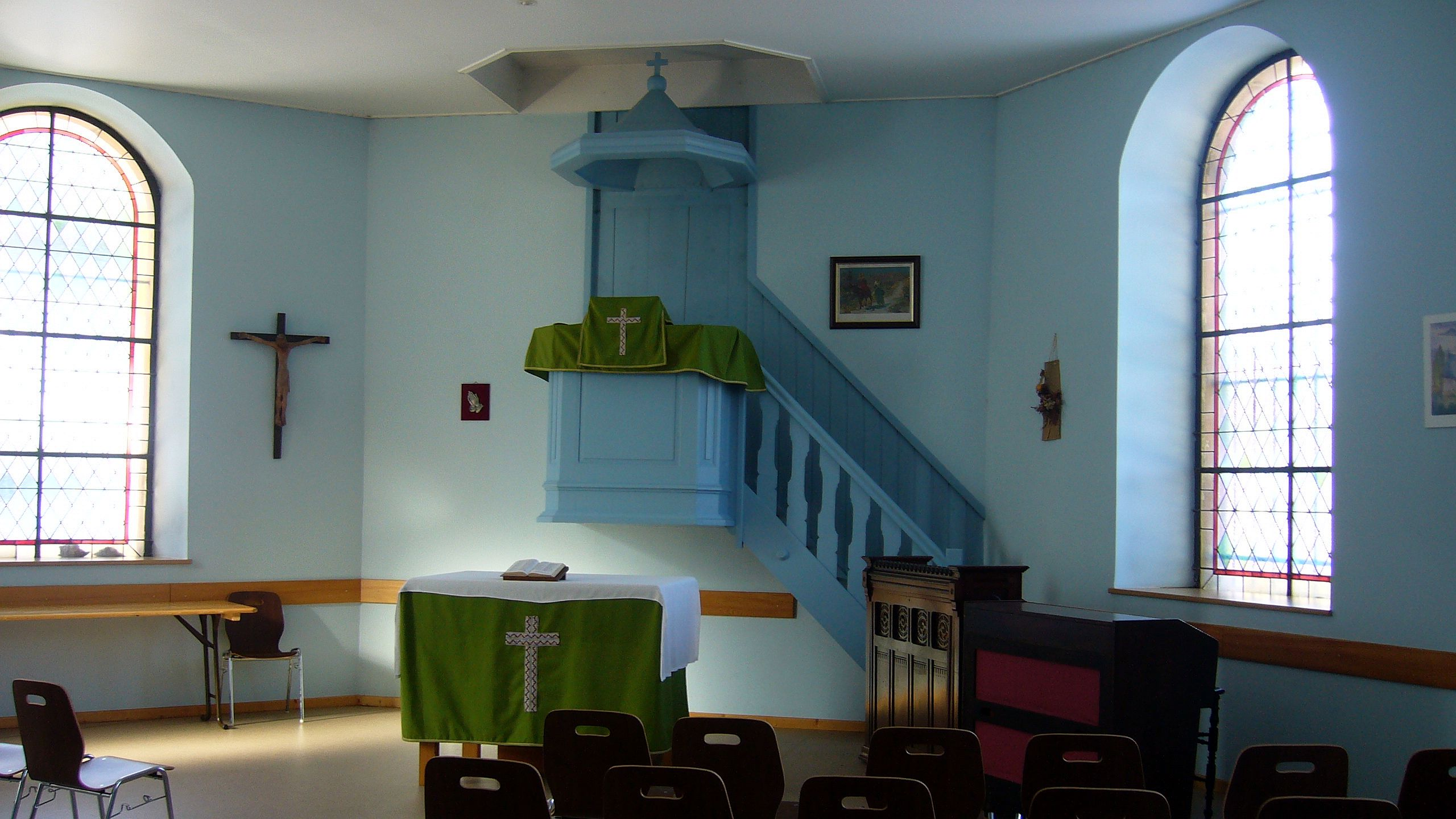
Inneres der evangelischen Kirche
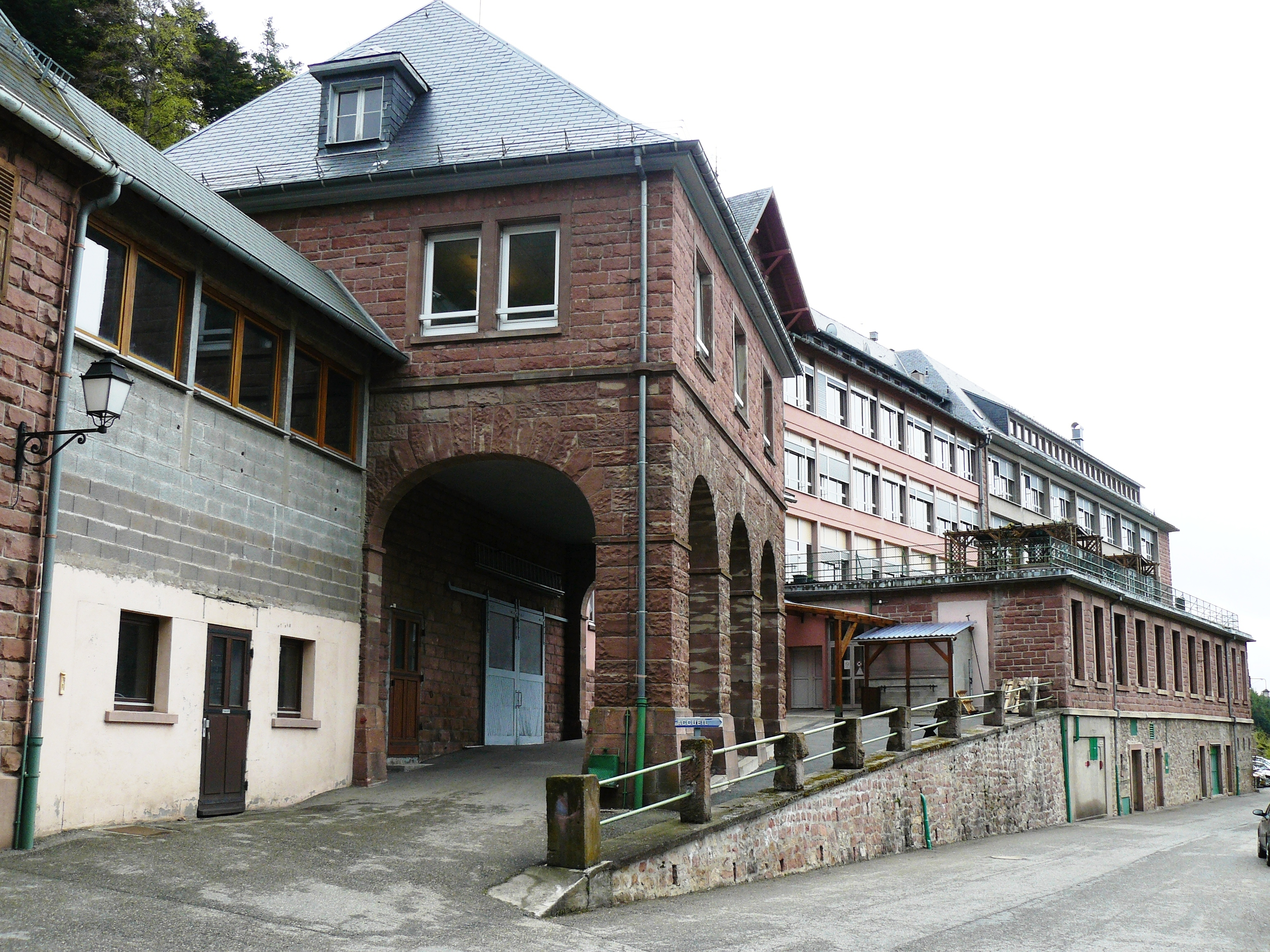
Altenwohnstift Salem

## Geschichte
Aubure wurde das erste Mal im Jahr 1217 als in Alburiis erwähnt. Um 1300 heißt der Ort auf einer Karte Altpur. Im Dreißigjährigen Krieg zerstört, fand es neuen Wohlstand durch die Landwirtschaft und durch medizinische Heilmittel. Östlich des Orts liegt die Burgruine Bilstein. Die Burg war im 12. Jahrhundert erbaut worden und wurde 1636 zerstört.
Von 1871 bis zum Ende des Ersten Weltkrieges gehörte Altweier als Teil des Reichslandes Elsaß-Lothringen zum Deutschen Reich und war dem Kreis Rappoltsweiler im Bezirk Oberelsaß zugeordnet.

## Bevölkerungsentwicklung
| Jahr                                                                                  | 1910 | 1936 | 1941 | 1962 | 1968 | 1975 | 1982 | 1990 | 1999 | 2006 | 2017 |
| ------------------------------------------------------------------------------------- | ---- | ---- | ---- | ---- | ---- | ---- | ---- | ---- | ---- | ---- | ---- |
| Einwohner                                                                             | 295  | 428  | 322  | 286  | 331  | 312  | 293  | 372  | 400  | 410  | 360  |
| Quelle: Gemeindeverzeichnis, statistisches Amt für das Elsass 1944, Cassini und INSEE |      |      |      |      |      |      |      |      |      |      |      |

## Wappen
Wappenbeschreibung: In Silber ein schwarzer Auerhahn auf grünem Dreiberg.